# Моћни ренџери: Самураји
Моћни ренџери: Самураји (енгл. Power Rangers Samurai) осамнаеста је сезона америчке дечије телевизијске серије Моћни ренџери. Моћни ренџери: Самураји је прва сезона Моћних ренџера која је снимњена и емитована у ХД-у и емитована на Никелодиону. Самураји су одвојени у две сезоне са 20 епизода; други сет епизода је емитован од 18. фебруар 2012. године и назива се Моћни ренџери: Суперсамураји, који се сматрају деветнаестом сезоном.
У Србији је премијерно емитована од 29. октобра 2012. године на Хепи ТВ, синхронизована на српски језик.

## Радња
Већ генерацијама постоје Ренџери Самураји а прича почиње окупљањем нове генерације самураја када схвате да прети опасност од напада људи господара Зандреа који се називају ниглоци. Њихов циљ је да плашењем људи подигну ниво реке Санзу како би поплавила свет. 
Раднја се дешава у Јапану.

## Ликови
Син прошлог црвеног ренџера по имену Џејден који је вођа самураја окупља наследнике прошлих ренџера како би се супротставио ниглоцима. Кевин који је желео да буде професионални пливач одустаје од тог сна када види позив за самураје, и схвата да је време да употреби моћ плавог ренџера. Емили је девојка са села, њена сестра је требало да постане жути ренџер али се разболела па је Емили постала ренџер самурај уместо ње. Мајк је младић који воли да ужива, али схвата да све то мора да жртвује када постане зелени ренџер. Миа је девојка која воли музику и била је у бенду, понаша се као старија сестра, она је пинк ренџер. Касније се придружује Џејденов стари пријатељ из детињства Антонио, који је направио златног ренџера.

## Моћ
Сваки ренџер има моћ која је специфична за неки природни елемент. Они се боре против ниглока са њиховим мачевима које могу да претворе у специфично оружје каратеристично за њихов елемент. За разне нападе користе разне моћне дискове. Када победе ниглока он има други живот где постаје огроман, и тада ренџери искористе своје зордове које представљају животиње. Ти зордови могу да се споје и настане велики зорд. И за зордове се користе моћни дискови. 

## Супер самураји
Dруги дeо Самураја. Светску премијеру је имао 18. фебруара 2012. Раднја починје када наши самураји откључају моћ Црне кутије, која кориснику даје огромну моћ наспрам оне коју је имао, и то је значајно помогло ренџерима у борби против ниглока. Овде господар Зандер напокон долази у свет да уништи цивилизацију али га ренџери заустављају